# Antygen nominalny
Antygen nominalny lub konwencjonalny – każdy antygen spoza danego organizmu, niezależnie od jego pochodzenia.